# (6810) Juanclariá
(6810) Juanclariá – planetoida z pasa głównego asteroid okrążająca Słońce w ciągu 5 lat i 204 dni w średniej odległości 3,14 j.a. Została odkryta 9 kwietnia 1969 roku w Obserwatorium Féliksa Aguilara przez zespół El Leoncito Station. Nazwa planetoidy pochodzi od Juana José Clariá (ur. 1945), argentyńskiego astronoma. Przed nadaniem nazwy planetoida nosiła oznaczenie tymczasowe (6810) 1969 GC.